# Puente Taboada
El Puente Taboada (idioma castellano) o Ponte Taboada (idioma gallego), es un puente románico de piedra del siglo X que cruza el Río Deza en el municipio de Silleda en la provincia de Pontevedra en España. El puente es parte de la Vía de la Plata del Camino de Santiago.

## Historia
El puente fue construido en el año 912 y une la parroquia de Taboada del municipio de Silleda, al cual pertenece, con la parroquia de Prado del municipio de Lalín.

## Descripción
El puente Taboada, también conocido como puente Viejo de Taboada, erróneamente llamado romano, es un puente románico que fue parte del llamado Camino Real que unía las ciudades de Santiago de Compostela y Orense. El puente seguramente reemplazó otros puentes previos de madera, construidos en el mismo sitio, de donde pudo haber tomado su nombre (Pons Tabulata en Latín). Debido a la modificación y cambios en las rutas de los caminos locales en la segunda mitad del siglo XIX, y tras la construcción de un nuevo puente en las cercanías (Puente Nuevo de Taboada, o Puente de Taboada Nuevo), el uso del puente viejo ha declinado.
El puente, una estructura en arco, fue construido con un arco simple de media punto y una altura importante. El puente se construyó sobre dos grandes peñascos que reducen el ancho del río a unos 11 metros. El punto más alto del arco se alza a unos 9 metros sobre la línea de agua del río. Una rampa de doble acceso, de unos 2,85 metros de ancho, hecha con lajas y adoquines de piedra, completa el diseño.
A pocos metros de una de las entradas al puente, sobre una gran piedra deteriorada ya por el tiempo, se puede leer esta inscripción en latín: “LaVORABERVNT isTA PONTE In ERA DCCCCL eT FVIT PERFECTA pRIDIE KL DS APIES,” esto se traduce en "Trabajaron en este puente en la era del 950 terminándose en el 31 de Marzo." La era del 950 corresponde al año 912, la fecha de su construcción.

## Uso actual
En la actualidad, el puente es mayormente usado por peregrinos que caminan la Vía de la Plata del Camino de Santiago.

## Galería

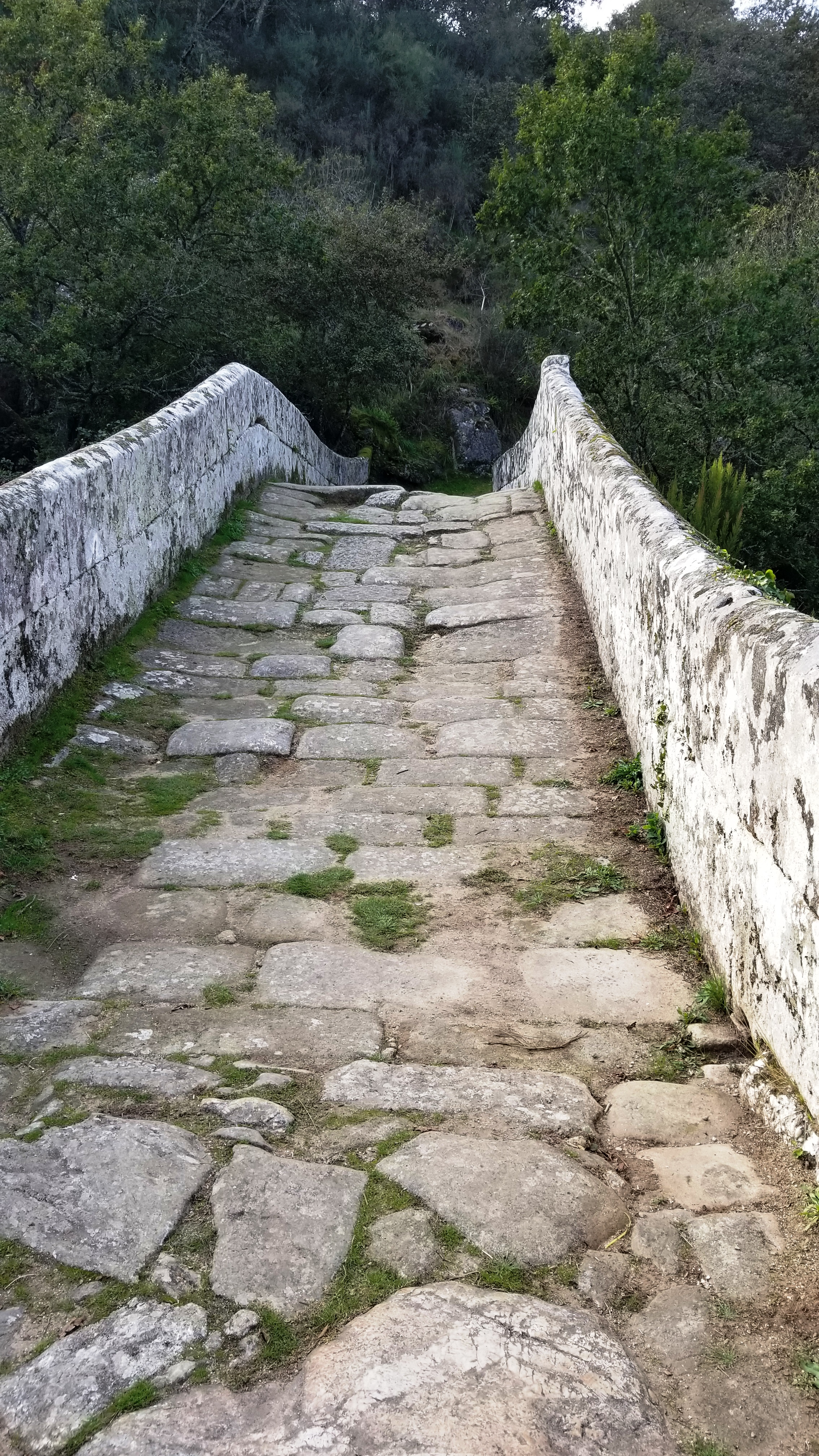
Vista desde un extremo.
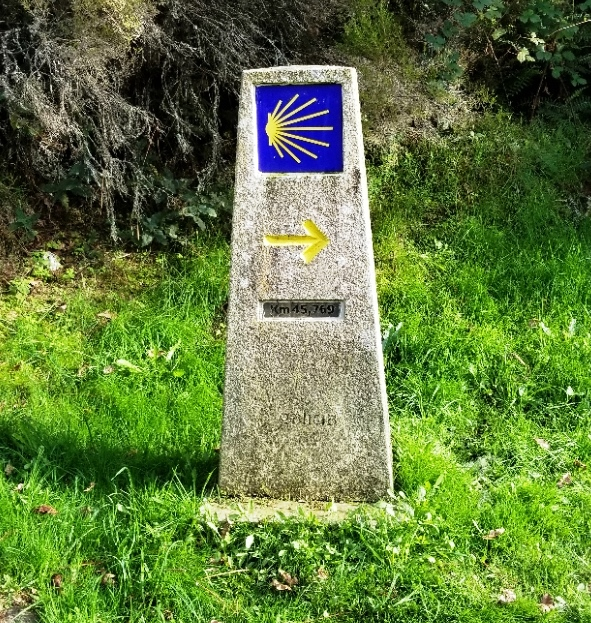
Indicación del Camino de Santiago cerca del puente.
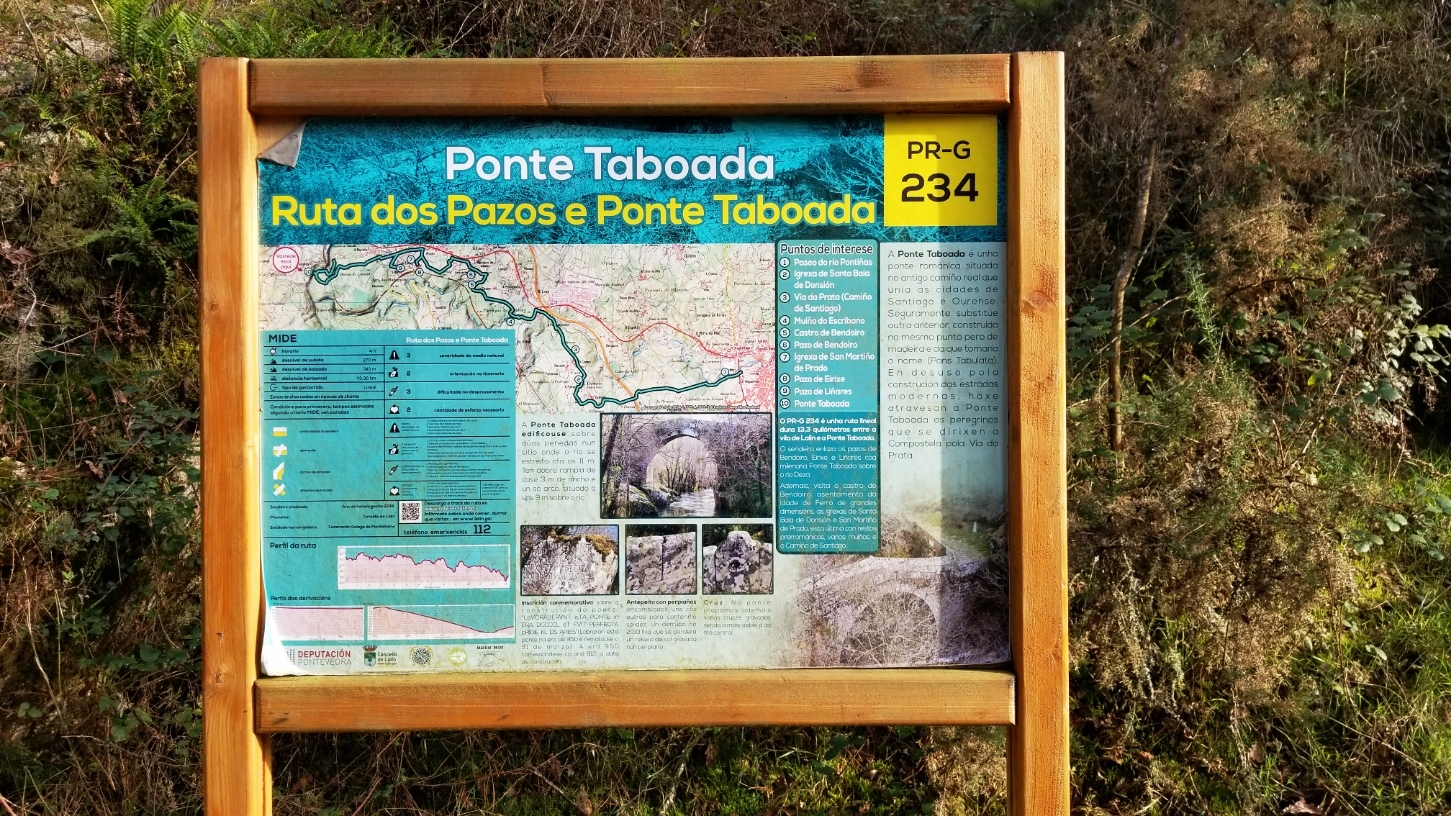
Póster con información acerca del puente.